# 金星煥 (漫画家)
金 星煥（キム・ソンファン、1932年10月8日 - 2019年9月9日）は、大韓民国の漫画家、画家。韓国で人気を得た風刺4コマ漫画『コバウ令監』の作者。

## 人物
金星煥は1932年10月8日、日本統治下の開城（現在の朝鮮民主主義人民共和国開城）で生まれた。ソウルの景福中学（旧制）在学中に漫画の寄稿を始め、のちに職業漫画家となった。1950年11月の漫画『コサリくん』の父親のキャラクターとして、コバウ令監を生み出し、そのキャラクターを「漫画新報」、「希望」、「新太陽」などの漫画雑誌で活躍させた後、1955年から新聞漫画として『コバウ令監』を開始した。

## コバウ令監
『コバウ令監』は3つの新聞を渡り歩き、約45年間の連載を続けた。
- 東亜日報夕刊（1955年2月1日 - 1980年8月9日）
- 朝鮮日報朝刊（1980年9月11日 - 1992年8月10日）
- 文化日報夕刊（1992年10月1日 - 2000年9月29日）

李承晩、朴正煕の独裁時代には持ち前の反骨精神できわどい風刺を連発し、当局から様々な形で圧力を受けた。
日本でも『コバウおじさん』として、1975年と1984年、2003年に出版されている。